# DUEL SAVIOR
『DUEL SAVIOR』（デュエルセイヴァー）は、2004年10月1日に戯画から発売された18禁ADV+アクションゲーム。
2004年下半期俺ゲーグランプリでは1位を獲得している。

## ストーリー
平和な世界に住んでいた当真大河と義理の妹の未亜は、ある日の下校途中、とある事情から散らばった本を片付けている時に古ぼけた赤い本を拾うが、突然光と共に根の世界「アヴァター」へ飛ばされてしまう。
「アヴァター」では救世主が必要で、2人はその救世主候補に選ばれてしまう。救世主候補となった2人は救世主クラスとして学園生活を始める。

## 登場人物
※声はPC / PS2の順に表記。PS2では声を選択可能。

### 救世主候補
当真大河（とうま たいが）
声 - なし / 杉山紀彰
本作の主人公で唯一男での救世主候補。平和な時代で生活していたが、妹の未亜と共にアヴァターに召喚された。性格はかなりの女好きでエロ大王。はじめて救世主候補となった闘技場の戦いで大衆の前で「すべての女は俺の嫁」宣言をぶっ放し、その後も世界を救ってこの世界に自分のためハーレムを築くという不謹慎極まりない理由のために戦うことを決意する。その性格から救世主候補の部屋から隔離された屋根裏部屋で生活をしている。だが、困っているのを見逃せない性格でもあり、他の救世主候補の女の子を助けになろうとする場面が多く、救世主クラスの女の子から本格的に嫌われているわけではない。命令はよく破るが、約束は絶対に守っている。また、意外にも嘘をつけない性格。妹の未亜を女の子としては見ていないが、未亜を守ることにだけは命を懸けている。真の救世主となり自分だけのハーレムを作るために戦う。
命がけの戦いの中で赤の書であるリコリスと契約したことにより、このたびの戦争での「真の救世主候補」である赤の救世主となる。戦いが進むに連れて、この戦いがフィクションであるような生易しいものではなく容赦のない「殺し合い」である事を実感するにつれて、当初のような浮ついた理由で戦うことを止め、この世界で自分は何をしたいのかを真摯に考え始める。救世主というものが世界を救う存在という単純なものではなく、本人の意図とは関係なく世界を滅ぼすものであると知り､神をこの世界から消すことを決意する。
住んでいた世界では両親は共に他界し親戚の家に住んでおり、コンビニでバイトしている。バイト代を親戚の家に入れているが、そのうち家を出て行き未亜と二人で生活する予定だった。また、召喚される前にナンパ100連敗を喫している。
召喚器は爆弾や斧など状況に応じて姿を変える剣、「トレイター」。召喚器で唯一の男の人格を持つ。最終決戦ではいまだ誰も到達した事のない「真の救世主」と覚醒し、絶対的な力を手に入れ唯一神にすら対抗しうる存在となる。光り輝く聖剣と化したトレイターを手に神との最後の死闘に赴くことになる。
当真未亜（とうま みあ）
声 - 歌織 / 下屋則子
大河の義妹。大河同様の理由でアヴァターに召喚された。お兄ちゃん大好き人間だが、あまり素直になれない。おとなしい性格で、甘え上手。今回の戦いでも救世主になるためではなく、大河を守るため戦うので戦闘中は魔物相手でも少し躊躇する。一人称は普段は「私」だが、少し興奮したりすると、自分のことを「未亜」と言う。女の子のことで暴走する大河を止めるしっかりした一面もあるが、女の子に言い寄られている大河に嫉妬することが多い。
とても理想的な女性として成長したように見える彼女ではあるが、その心の中では彼女自身でさえ気付いていない邪悪な欲望が根を張っている。幼少より不幸な身の上で育った彼女の心の劣等感や嫉妬や憎悪は自身を大切に扱ってくれる大河への愛情という名の執着心として変質し、ある日複数の男子生徒に輪姦されたことによって爆発した女性的ヒステリックと結びつき、破滅的な爆薬として彼女の精神の奥深くに閉じ込められた。
アヴァターに召喚されたことにより不幸な元の世界から逃げ出すことが出来たと感じた彼女であったが、アヴァターにおいても心の底から望まぬ不幸に連続して見舞われた事によって世界を憎み、世界の破滅を願うようになる。
召喚されたのは事故によるものだと思われたが、実は赤の書ではなく白の書（イムニティ）によって見出され召喚された白の救世主。「真の救世主候補」である白の救世主として覚醒した彼女の能力はもはやそれまでの物とは完全に別次元であり、現実で核兵器に相当する威力のレベリオンを正面からやすやすと受け止め、感情の開放だけで時空間を震撼させるほどである。そのすさまじさは傲岸不遜な破滅の幹部の面々が言葉を失い立ち尽くし、冷徹なイムニティが人目をはばからずに大笑いする様にまざまざと表されている。精神的にももはや一切の遠慮を捨て、一切の自制心を振り切っている。一時は大河の抱擁によって落ち着きを取り戻すものの、その際に嗅いだリリィの体臭に激怒錯乱し、自身と大河以外のすべてをこの世界から破壊し尽くし、二人だけの楽園を創造するために止め処ない暴走を開始する。
召喚器は光の矢を放つ弓、「ジャスティ」。戦闘以外にも大河が他の女の子にちょっかい出した時に嫉妬する場面でも使用される。また、白の救世主として覚醒すると、ジャスティの形状が代わり性質も格段とパワーアップしている。
JUSTICEによる追加シナリオ、ハーレムルートにおいて本人も知らなかった兄大河との血縁の事実が明かされる……が、何親等なのかは明記されていないため結局実妹か義妹かは不明のまま。
リリィ・シアフィールド
声 - カンザキカナリ / 小林沙苗
救世主クラス首席でミュリエルの義理の娘。プライドが高く実力も高いが、図書館で勉強したりと陰ながら努力することが多い。ミュリエルを心から尊敬しており、彼女から怒られたりすると落ち込む事が多い。かつて破滅によって自分の故郷を滅ぼされて以来、救世主になることに固執している。そのため、いい加減で救世主になる理由も不純である大河が気にくわず、大河とはよく喧嘩をし教室を破壊する。出会った当初は攻撃魔法を主体としていたが、ある事件をきっかけに回復魔法も勉強するようになる。
元々は救世主候補ではなくミュリエルが引き取っただけの子供だったが、ライテウスの封印を解き偶然契約してしまった経緯がある。
召喚器は自らの魔力を増幅させるグローブ、「ライテウス」。基本的に攻撃魔法を主体としている。また、未亜同様に大河への突っ込みのためライテウスを使った雷攻撃を使うことが多い。また、ライテウスは元々はミュリエルの召喚器のため召喚されたままになっている。
ベリオ・トロープ
声 - 西田こむぎ / 高橋美佳子
救世主クラス委員長で救世主クラスが泊まる寮の寮長。面倒見がいいが融通が利かず頭が固い。修道僧のため普段から礼拝堂でお祈りをしている。聖職者であるものの、ゾンビや幽霊といったアンデッド系が苦手。
かつて自分の住んでいた家庭は裕福であった。だが、父親が大泥棒で兄が暗殺者であり、そのことに反発し家を抜け出した。その後自分の家族の代わりに罪滅ぼしをするために修道僧になった経歴がある。しかし育った家庭のせいで人格が分かれてしまい、影ではブラックパピヨンとして活動していた（本人は無自覚だったが、後に自覚する）。
召喚器として身長程はある杖、「ユーフォニア」を振るう。回復系や補助系の魔法などを得意とする（ゲーム中の戦闘パートでは使用不可）。
ヒイラギ・カエデ
声 - 小田茉莉菜 / 伊藤静
正式名は柊カエデ。大河たちの後に正式に召喚された救世主候補。大河たちの言うところの忍者。実力はリリィも認められるほどの高い実力を持つのだが、血を見ると気絶すると言う致命的な欠点があるため力を発揮できない。最初出てきたときは寡黙でクールなキャラを演じていたが、本来は「拙者」や「ござる」の口調で明るい性格である。大河とは一度度胸を付ける特訓した仲から師弟関係となり、大河のことを「師匠」と呼ぶ。
幼い頃に無道によって両親が殺され、殺される場面を見ていたため血などを恐れるようになる。アヴァターに召喚されたのも救世主となることよりも、自分の両親の仇を探すことの方が理由が大きい。
召喚器は手甲（篭手）「黒曜」。忍術などを使った小回りの利く戦い方をする。
リコ・リス
声 - 春日アン / 南央美
口数が少ない謎の少女。学園の中では唯一の召喚師。孤独を好み、仲間を作ろうとしない。クールな性格ながら実は、学園一の大食いでもある。実力は救世主クラスでは下から2番目であるが、初めて戦う人間には必ず勝っている事から影の実力No.1と噂されている。
その正体は救世主を探す「導きの書」の精霊。命の心を守る赤の書の精霊で、世界の因果律を守る白の書の精霊であるイムニティとは対立している。大河と契約した後は彼のことを「マスター」と呼び慕う。1000年前にも存在しており、その時は「オルタラ」と名乗っていた。フローリア学園の救世主候補となったのも、救世主を早く見つけるためである。だが、救世主の結末を知っているため、真の救世主が出る事を恐れている。
なお、契約していない状態で魔法を唱えると、本のページが消滅し寿命が縮むため、なるべく普段から余分な力を使わないため口数などを減らし、食事を大量摂取し力を温存していた（大食いと言う自覚は無かった）。
召喚器は存在せず、もっている本から魔物を呼び出したり本で叩いたりする。また、自分自身のページを使った魔法を使用していたが、大河と契約を結んでからは普通に魔法を使ってもページは減らなくなった。なお、イベント時で魔法を使うときは雷魔法を唱える。
ナナシ
声 - 紫苑みやび / 生天目仁美
学園の地下墓地にいたゾンビの少女。見た目はかわいらしい少女であるが、体の部位が外れやすく、右腕や首が取れるのが日常茶飯事。また、平気な顔で礼拝堂に入ってきたり聖水を飲んだりと、ゾンビの常識を覆すことを次々とやってのける。大河に一目惚れしており「ダーリン」と呼んで付きまとい、夜中にこっそり大河の部屋に侵入するなど、執着が深い。語尾に「ですの」をつけるのが口癖。生前の記憶はなく、自分の名前すらもわからない。大河がつぶやいた「名無し」という言葉を気に入り、以後は自分を「ナナシ」と呼ぶようになる（ちなみに大河は彼女を「ナナ子」というあだ名で呼んでいる）。脳みそにしわがないのか、言った事をすぐに忘れる。しかし、薬草の調合や薬品の扱いなど、薬学においてはとても知識が深い。地下墓地のゾンビや人魂の「ひーちゃん」など、友達がたくさんいる。
正体は、1000年前にルビナスによって作られたホムンクルス。放置されていた場所が地下墓地で自分の周囲にはゾンビだらけ、という理由から、自分はアンデッドなのだと勘違いしていた。肉体はロベリアに奪われているが意識はロザリオに封印されており、意識が融合するとルビナスの意識に戻ることができる。しゃべり方や性格なども変わってしまうが、ところどころに「ナナシ」としての面影が残っている。
召喚器は持っておらず、事実上救世主候補ではないが、救世主クラスに編入する。そのため戦い方は自分の首を投げたりするトリッキーなタイプ。だが、偶然ながらリリィや大河には勝利している。また、元の人格に戻った後は、彼女の元々の召喚器である黄色い大剣「エルダーアーク」を呼ぶ事ができる。

### サブキャラクター
クレア
声 - 神咲あかり / 水橋かおり
古臭い喋り方をする我が儘な子供。学園に突然現れ、大河たちに案内させた後急にいなくなる。
本名はクレシーダ・バーンフリート。王都アーグの46代目の女王陛下。両親は共に他界しており、親族もいない。頭も良く、分厚い本を一分ほどで内容を理解する読解力もあり賢者とも言われている。暇が出来れば変装をし、城から抜け出して街の様子を見にいったり買い食いしたりしている。大河からは射程外だと言われているが、大きくなった姿を見たときは大河は心を奪われている。幼い頃見たことがない魔物に襲われたとき救世主に助けられて以来、救世主のことを信じている。その救世主は男で大河に似ていると言っている。
PS2版ではヒロインに昇格した。救世主候補と違い戦う事はないが、自分から死地に赴き大河の心の支えとして大河を助けている。
ミュリエル・シアフィールド
声 - 大波こなみ / 山口由里子
フローリア学園の学園長。稀代の天才魔道士であり、リリィの義理の母親でもある。召喚器を持っていないが実力が高く、リコ・リスと同様に召喚師でもある。救世主候補はもちろんの事、自分の義理の娘であるリリィにも厳しく非情な人間に見える。だが、実際は心優しい人物で救世主候補を死地に向かわせる事で心を痛ませる場面がある。
本名はミュリエル・アイスバーグ。1000年前に存在した救世主候補の一人でフローリア学園の創立者。とある事故に巻き込まれ、今の時代に流された経緯がある。救世主の真実を知っているため、このフローリア学園で救世主候補を集め、真の救世主が現れることを防ぐために作った。
リリィの召喚器である「ライテウス」は元々は彼女の召喚器。現在はリリィと契約を結んでいるため使うことができないが、それでも現役の救世主候補と戦えるだけの実力を持っている。
セルビウム・ボルト
声 - 石川大介 / 水島大宙
傭兵科の生徒。通称セル。当真兄妹が初めて学園にやってきた日に知り合い、大河と馬が合い親友となる。容姿は良く、剣の腕も立つが大河に負けず劣らずのスケベであるために女生徒からは冷たい目で見られている。また、初めて会ったときに未亜に惚れ、大河のことをお義兄さんと呼ぶこともある。意外に女性に対しては見境がなく、クレアでも自分の守備範囲内だといっている（だが、大きくなった姿を見たときは小さい方がいいと言っている）。だが、未亜に対しては本気で惚れている節があり、他の女の子とは違う態度を示している。
ほとんどのルートでは大河のよき友人としているが、未亜ルートのみ大河が未亜を死なせてしまい（実際には生きていたが）リリィに乗り換えたことで決別。大河に激しい憎しみを抱く。その後ムドウの代わりである破滅の将「白の騎士」として大河の前に立ちふさがる。武器は剣だけであるが、技術は高く召喚器なしで大河と互角に渡り合える。
ダリア・クラフォード
声 - 松下雅 / 大原さやか
学園の戦技科教師。明るいがどこかつかみどころのない性格をしている。優しい様で実は厳しい教育態度から生徒からは慕われつつも恐れられている。また、登場時や走る際に「ボインボイン」と効果音が入るほどの巨乳である。魔術師として優れた才能を持っており、空中浮遊の魔法（レビテーション）を得意としている。だが、救世主候補が戦っている中、昼寝していたりとあまり役に立たないことが多い。また、深夜食堂に忍び込んで酒を飲む事もある。
実はクレアによって派遣された王国からのスパイ。破滅側の人間がいないか調べるのとは他に、ミュリエルの監視にもあたっている。暗殺も手馴れている。
ダウニー・リード
声 - 成田剣 / 速水奨
学園の教師。講義や試験が厳しい先生と生徒間で恐れられている。しかし実践教科を教えていないため男子生徒間ではモヤシ呼ばわりされている。主に自分で研究している内容は過去の救世主と破滅との戦いについて。また、容姿は端麗であるが人を見下したような態度や嫌味な発言から人気は今一つの様子。しかし、中には教育者としての彼を尊敬する者もおり、セルビウムはその一人でもある。実は自分のことを慕っていた妹を亡くしており、大河と未亜にかつての自分たちの姿を重ねている。
その正体は破滅の42代目総帥。ロベリアの子孫であり、その強さはロベリアが救世主候補だった時を上回っている。かつて、ホルム州の片田舎で兄妹で仲良く暮らしていたのだが、無理やり殺し合いをさせられてしまう。後に力をつけて戻ってきたが、殺し合いをさせた人間はすでに幸せそうに亡くなっており、その矛盾する世界を壊し新たな世界を作り出すために破滅の主幹となった経緯がある。白い救世主を覚醒させ、新しい世界を作り出すことを目的としている。
屍霊術士と暗黒の騎士両方の力を扱うだけでなく、ルートによってはイムニティが持つ空間移動の技術をも身につける。また、召喚器は持っていないが、ガルガンチュワのマナを利用し「ディスパイァー」という剣状の武器を使いこなしている。
ブラックパピヨン
声 - 西田こむぎ / 高橋美佳子
「闇に舞う虹色の蝶」と自称する盗賊。ベリオのもう一つの人格で性格が正反対。ベリオからは彼女の行動は見る事ができないが、彼女からはベリオの行動は見えている。盗賊といっても貴金属や貴重品ではなく、何故か「他人に見られたら、知られたら恥ずかしい物」だけを盗む。罠を外す事に関して、右に出るものはいない。
鞭などを使った攻撃法を使用し、魔法や召喚器をもたない。だが、場合によっては油断した大河を倒すこともある。
ルビナス・フローリアス
声 - 紫苑みやび / 生天目仁美
1000年前に存在した救世主候補の一人で赤の主。ナナシの本当の人格。錬金術師で薬学や魔術に長けているだけでなく、剣術の腕においても実力は高かった。とても美人で心優しい女性であるが、少々天然が入っている。
召喚器は黄色い古の大剣「エルダーアーク」。

### 破滅
シェザル
声 - 前川健志 / 諏訪部順一
通称 凶刃のシェザル。銃やナイフなどを使う暗殺者。人の死に快楽を覚える狂人である。場合によっては自分の死すらも快楽に思うことがある。仮面をしているために素顔は不明。少々ナルシストのようなところがある。ムドウと馬が合わないのかよく口喧嘩をしているが仲間だとは思っている。
その正体はベリオの義兄。かつて父親が娘の欲しさのあまりさらってきたため血は繋がっておらず、成長したベリオをそのうち四肢を切り取り自分の花嫁にするつもりだった。
ムドウ
声 - 宮林康 / 若本規夫
本名は八虐無道。通称 悪逆のムドウ。勝利のためには手段を問わない残忍な性格の大男。大型を剣を振り回し口から炎を吐いてくる力任せの攻撃のほか、外見に似合わず忍術も得意としている。また、傀儡の術を得意とし、相手を自由に動かし相手を同士討ちさせ相手の精神的に苦しむのを眺めて楽しんだりする。
かつて秘術を求め柊の里に忍び込み、カエデの両親をカエデの目の前で殺した張本人。将来の楽しみとして傀儡の術をカエデに使い、わざと見逃している。
ロベリア・リード
声 - 紫苑みやび / 生天目仁美
破滅の副幹で目元を隠している美しい女性。屍霊術士（ネクロマンサー）にして暗黒の騎士（ダークナイト）。普段は上品に話しているが、興奮すると言葉遣いが荒くなり口汚くなる。
1000年前の白の主となった救世主候補の一人。赤の主であるルビナスと戦い勝利することが出来たが、自分の精神がルビナスの肉体に封印されてしまい決着つかずになってしまう。そのため今使っている肉体はルビナスのもの。前々からルビナスのことは嫌っており、ルビナスに間違えられて激昂する場面もある。
ゾンビの召喚や魔術といった攻撃法の他に主に剣術での攻撃が主体である。1000年前に救世主候補だった際使っていた召喚器は「ダークプリズン」。現在は使うことができずどういう武器だったかは不明。
イムニティ
声 - 水鏡 / 能登麻美子
リコと良く似た見た目の少女。フローリア学園に忍び込み召喚の塔を破壊したりと破滅の中でも活発的に行動している。攻撃方法はリコとほとんど同じであるが、彼女の方が攻撃的である。
リコと同様に「導きの書」の精霊。世界の因果律を守る白の書の精霊である。破滅側についているが、白の主には絶対服従のため、白の主がピンチの時に大河を手助けしたりと必ずしも敵対関係とはならない（『Xross Scramble』や『オトメクライシス』では未亜に忠義をつくす書の精霊として味方になっている）。

### 上位存在
神
世界を構築した根源存在であり､その在りようは意識を持った巨大なエネルギーである。救世主候補者が真に「救世主」と目覚めるには救世主の書に選ばれた後に、かのエネルギーの一部を内に取り込んだ状態で意識を保たなければならない。神が救世主を創造するのは世界の救済のためではなく、「世界の否定」のためである。想像した世界にすむ知性体である人間が神の満足のいく存在ではなかったが、神は自分の失敗を認めようとせず、人間の存在を人間自身に否定させて、永遠の輪廻の輪に閉じ込めるためである。最終決戦において光り輝く蝶の羽を背負った女性として世界に存在を固着し、救世主として完全覚醒した大河と死闘を繰り広げた。

## 用語
根の世界アヴァター
もっとも根源的な元素となるものを生み出し伝える事を役割とした世界。魔法と科学の両輪が噛み合って発展している。だが、発展する都度に世界を破滅の軍団に滅ぼされ、結局大河の住んでいた世界よりも発展していない。また、大河の世界はアヴァターから離れているため、魔法が発展しなかった代わりに、科学が発展し魔法の代用をさせているといわれている。
救世主候補
破滅の軍団からアヴァターを守るために別世界から召喚される人間。実力が認められればアヴァター出身者でも救世主候補になることもある。救世主候補に選ばれた人間は王立フローリア学園の救世主クラスで真の素質が目覚めるまで救世主として力と技を鍛えることになる。真の救世主に選ばれればすべての世界を自分の思うがままにできると言われている。選ばれるのは全員女性で、大河のみ完全な例外に当たる。なお、他の生徒よりも待遇をよくされている。
召喚器
救世主たちが使用する武器。救世主候補となった人間はその手の中から現れ、一般人が使う武器よりも強力な力を手に入れることが出来る。武器は剣や弓など救世主となった人間の特性に合わせた武器となり、能力も様々。召喚器には人格が存在し、ほとんどの人格は女性だが、トレイターのみ男性になる。
破滅の軍団
アヴァターが文明に達すると、それに反発し1000年ごとに文明を滅ぼす謎の軍団。何が目的でアヴァターを滅ぼそうとするのかは不明。大量のモンスターを引きつれ、時には人間すらも引き入れている。現在は幹部が4人存在し、その上に主幹が存在する。
王立フローリア学園
アヴァターを統べる王国のために役立つ人材を育てる王立資格学院。導きの書を封印された神殿であり救世主たちの最終目的地だった場所。1000年前の救世戦争の後に、王都と共にそれらの物を封印するために立てられたとされている。そのため、この学園で生活している人間でも全容がはっきりとわかっていない。設立したのは1000年前の救世主候補の一人だったが、設立直後に行方不明となっている。
赤の書
救世主候補はそれぞれ素質がある人間をこの世界に呼び出すためにこの世界へと召喚するために必要なもの。召喚される人物はアヴァターの事情を説明した上で救世主候補になることを納得してもらい召喚されることになっている。大河や未亜の場合は特殊な例で、そういうものを一切抜きで有無も聞かれず召喚されている。
幻影石
この世界に存在する不思議な石。相手の姿を撮ったりするもので、言うなればカメラ。大河とセルビウムはこれを盗撮などに悪用することが多い。
導きの書
召喚士の始祖、ラディアータ・スプレンゲリの書いた魔道書。神が宇宙を創世した時に、その進路を決めるべき物に世界の真実を教えるために書いたとされている。失われた幻の書だといわれているが、フローリア学園の図書室の地下深くに封印されている。書が封印されている場所『試しの場』と言われ、『書』は自らを託す相手を試し、そのためしに合格した物のみ開けると言われている。書には赤の精霊と白の精霊が存在し、真の救世主を選ぶことを目的とし、選ばれた人間をマスターとして慕う。選ばれたマスターは互いに殺し合い、勝った者は真の救世主となれる。だが、真の救世主への覚醒を成し遂げられた人物はいない。
ゼロの遺跡
1000年前まで王都があった場所。破滅と王都のど真ん中で対決により崩壊し、今は誰も住んでいない。
魔導兵器レベリオン
王都アーグの切り札となる兵器。赤の力の魔道兵器となる。地脈から魔力を集積し破壊の力とする。周囲のマナも強制的に吸い取るため、近くにいる人間がいる場合、その人間のマナを吸い取り死に追いやってしまう。起動装置となっているのは王女クレシーダ。使用者と有機的に接合され、一つの生物になる。起動装置となっている人間の周りのみマナを搾取されずにすむ。
救世主の鎧
太古に創られた魔法のアーティファクト。フローリア学園の地下遺跡の最深部に封印されている。救世主のための究極の個人防御装備。だが、負の思念、怨念が染み付いてしまい装着した者を操り、暴れだして人を殺し始める。過去に何人かの救世主が身にまとったが操られている。また、何度も破壊が試みられているがいずれも失敗している。
無限召喚陣
周囲地脈を吸い取りながら異界から破滅のモンスターを永遠に召喚し続ける。だが、土地のマナや生命力を吸い取り数百年で不毛の荒野に変えてしまう。
破魔の陣
柊の里に伝わる秘術。主君と術者が双方生き延びるための術で周りに結界を張る。主君を守る力が高いほどその力は発揮される。
イクスハーラーティア・マテリオ
自分を中心とした周りをすべて巻き込んで、自分ごと次元の狭間に叩き込む究極魔法。ライテウスを犠牲にして発生する魔法。この魔法の開発者は1000年前のライテウスの所持者だった救世主候補である。
ガルガンチュワ
救世主の鎧の封が破れたことで発動する移動城砦。1000年前の戦争の時の破滅の王城。旧王都であるゼロの遺跡の奥深くに封印されていた。陽の光とマナを搾取して機動するため、夜の間は活動を停止している。
アルストロメリア・バーンフリート
1000年前の救世主候補の一人であり、現在の王都アーグを設立した人物。1000年前の救世主戦争で唯一結末を見取り最後まで生きていたとされている。だが、1000年前に関する記述はまったく残しておらず、何故か日々の食事日記だけを残す変り者だったらしい。

## スタッフ
- シナリオ - 砂月 with 企画屋、丸戸史明、卑影ムラサキ、小林且典
- 原画 - 菊池政治

## 主題歌
「Fatally」
作詞 - KOTOKO / 作曲・編曲 - C.G mix / 歌 - KOTOKO / ムービー - 神月社 (Radiant Impression Prelude)

## DUEL SAVIOR JUSTICE
2005年7月29日に発売されたリニューアル版。DUEL SAVIORからのアップデートディスク『DUEL SAVIOR collection disc.』も同時発売された。
ちなみにDUEL SAVIOR JUSTICEからもアップデート可能でDUEL SAVIOR JUSTICE、DUEL SAVIOR collection disc.共にDUEL SAVIORのセーブデータが引継ぎ可能。
本編のシナリオにハーレムルートを追加したほか、OPムービーがリメイクされている。また、以下のモードが実装されている。
体力が続く限り敵を倒し続けるサバイバルモードでは、本編では操作出来ないキャラクターが操作できるほか、V.G.シリーズから1人、ショコラから3人、ねこねこソフトのみずいろのキャラクターを3人操作することができる。
練習モードでは、サバイバルモード追加分を含む各キャラクターの操作方法を試すことができる。
見切りガード練習道場では、敵の攻撃を無傷で受け流せる強力な防御技「見切りガード」の使用法を、あらゆる攻撃について練習する。

## DUEL SAVIOR DESTINY
2005年12月22日にアルケミストから発売されたDUEL SAVIORのPlayStation 2版。
クレアルートの追加、主人公を含むキャラクターに新しく声優をキャスティングして選択可能のほか、新主題歌と新OPムービーとなっている（OP曲: 『NO WAY OUT!』 作詞・作曲：YOFFY、ボーカル: サイキックラバー）。
特定のルートをクリアするか、メモリーカードに『ショコラ 〜maid cafe "curio"〜』のデータがあると、おまけモード「chocolat SAVIOR」（ショコラセイヴァー）で遊べる。その内容は、メイド喫茶を舞台に（なぜか）襲い掛かるウェイトレスと戦い、結果に応じてランクが発表されるというもの。
限定版の「メサイアボックス」には音楽CDとナナシのフィギュアが同梱されている。